# 渡る世間はバカばかり
『渡る世間はバカばかり』（わたるせけんはバカばかり）は、丸美甘による日本の漫画作品。『月刊ガンガンJOKER』（スクウェア・エニックス）で2013年5月号から2014年2月号まで連載。

## 登場人物
渡部 冬彦（わたべ ふゆひこ）
本作品の主人公。高校1年生の16歳。底意地の悪い優等生で、自分よりも能力の劣る他人を見下すことを最上の喜びとしており、人より上の立場を得る為に自身の学力・運動力の鍛錬に余念がない一方、相手が自分より優秀と見るや、妨害工作も辞さない。クラスメイトである小春に不本意にも懐かれたのがきっかけで、3人のバカにまとわりつかれることとなり、彼の高校生活および私生活は大きく狂わされてゆく。
森野 小春（もりの こはる）
渡部のクラスメイト。渡部の隣の席に座っている。性格は明るく、むしろ能天気な印象だが、どんな状況においても勉強せずにはいられないという「勉強バカ」。学業においては、中学時代に学年トップを取り続けてきた渡部ですら足元にも及ばないほど優秀なのだが、その反面勉強以外はからっきしで、渡部に「脳から下はまったくの役立たず」と言われるほど。あまりの学力の高さ故にクラスメイトから距離を置かれてしまっていたため、過去に友達は1人もいなかったらしい。腰ほどまでの長さのツインテールと幼児体型が特徴。私服も義務教育時代から身体のサイズが変わっていないため、当時のものをそのまま着用している。
早乙女 あきら（さおとめ あきら）
渡部のクラスメイト。常に身体を動かさずにはいられない「運動バカ」。校舎の外から3階までを数十秒で往復するという、人間離れした身体能力を誇る。元々ネガティブな性格で、話し方も片言でぎこちない。他人との接し方が解らず逃げるように運動に打ち込むようになった結果、超人的な身体能力を得ることとなったが、それが原因で小春と同じく他人に距離を置かれるようになってしまう。そのためコミュニケーション力が乏しく、人に話しかけられたり大勢の前に出たりすると極度の緊張で全身が激しく震えてしまう。かわいいものが大好き。ショートヘアで常にスパッツを履いている。私服は本人曰く、ジャージのような運動に向いたものしか持っていない。
泉 千夏（いずみ ちなつ）
渡部のクラスメイト。容姿端麗でいかにも優等生といった印象を与えるが、その実なにひとつまともにこなせない「マジバカ」で、渡部をはじめとする他人の名前をしょっちゅう間違える。ただし、渡部の性格の悪さについてはある程度認識しているようである。「少しでもいいから他人の役に立ちたい」という殊勝な心を持つものの、悲しい事に能力が全く伴っていない為、十中八九空回りで終わってしまう。どういうわけか虫が好きなようで、親愛の意を込めてなのか、隙あらば渡部を虫まみれにしたりする。長い黒髪とアホ毛が特徴。
佐藤 翔一（さとう しょういち）
渡部のクラスメイト。上記3名のバカの熱烈なファンを自称する「3バカバカ」。身体は大きいものの、学業・運動能力ともに人並みであり、精神的にも打たれ弱い。自らを「地味」と評価するように、特段優れた点は持っておらず、渡部にはクラスメイトとして認識されていなかった。渡部が3バカを独占して周囲に侍らせていると勝手に誤解する。彼自身もかなり残念な性格。

## 単行本
- 丸美甘 『渡る世間はバカばかり』 スクウェア・エニックス〈ガンガンコミックスJOKER〉、全2巻
  1. 2013年11月22日 ISBN 978-4-7575-4138-2
  2. 2014年2月22日 ISBN 978-4-7575-4232-7